# Titan Saturn System Mission

Titan Saturn System Mission (TSSM) est une mission regroupant les deux agences NASA et ESA d'exploration de Saturne et ses deux lunes Titan et Encelade sur lesquelles des processus géophysiques sont observés par la mission Cassini-Huygens. En février 2009, les deux agences annoncent que la mission Europa Jupiter System Mission est prioritaire sur TSSM, ; néanmoins, la mission TSSM reste dans la liste des missions à venir pour un départ ultérieur. 
La mission TSSM est le résultat de la fusion de deux projets : TandEM (Titan and Enceladus Mission) de l'Agence spatiale européenne et Titan Explorer 2007 de la NASA.

## Présentation de la mission
TSSM est en réalité trois missions conjointes : un orbiteur américain et deux sondes d'exploration européennes, une montgolfière fournie par le CNES et un atterrisseur qui doit se poser sur l'une des mers de méthane. 
Le satellite s'aide de l'assistance gravitationnelle pour atteindre le système de Saturne en neuf années. La prochaine fenêtre de lancement s'étend entre 2018 et 2022 et doit permettre ainsi d'atteindre Saturne à la fin de l'année 2029, si la mission est effectivement lancée. 
La sonde orbitale doit se mettre en orbite pendant deux années autour de Saturne, incluant des passages autour des deux Lunes (Titan et Encelade) respectivement 16 et 7 fois. L'objectif de cette première phase est l'étude bien sûr de Saturne, mais également du cryovolcanisme sur Encelade. Cette phase va également permettre de ralentir la sonde de manière à se placer en orbite autour de Titan pour une durée de quelques années terrestres. Les deux sondes d'exploration sont alors envoyées à travers l'atmosphère de Titan. Ainsi, la montgolfière doit errer pendant plus de six mois à 10 kilomètres d'altitude pour analyser l'atmosphère (composition, température, pression...), mais également prendre des images de la surface avec une précision de 1 mètre. L'atterrisseur se pose quant à lui dans l'une des mers de méthane Kraken Mare à 72° de latitude nord. C'est alors la première sonde spatiale à se poser sur une surface liquide. Les données récoltées par ces deux sondes sont relayées vers la Terre à l'aide de la sonde orbitale, ainsi ce trio doit offrir une quantité et une qualité de données encore plus importantes que la mission Cassini.

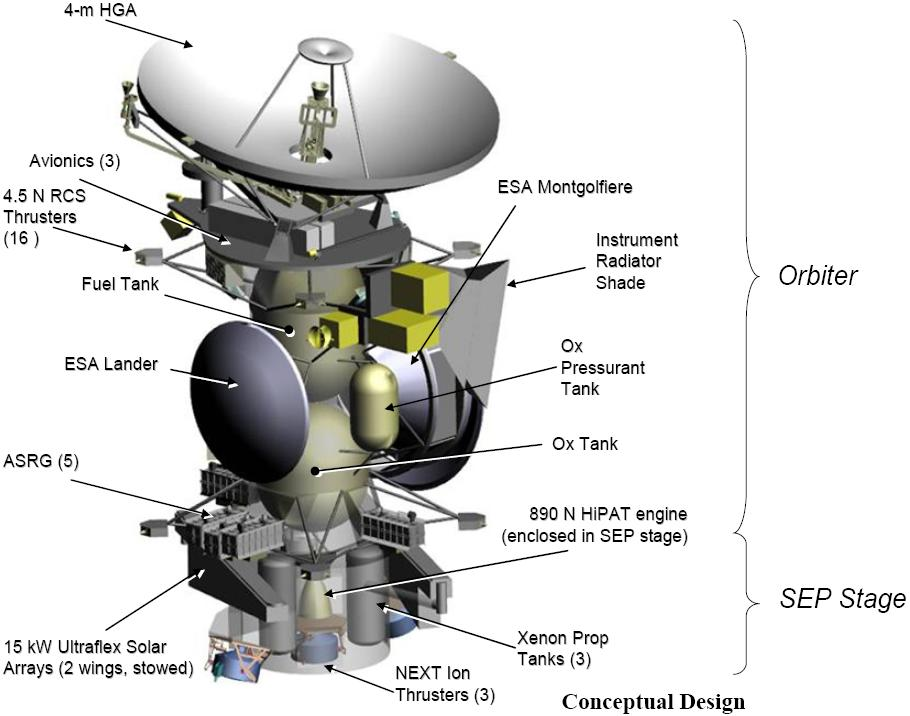
La sonde orbitale.
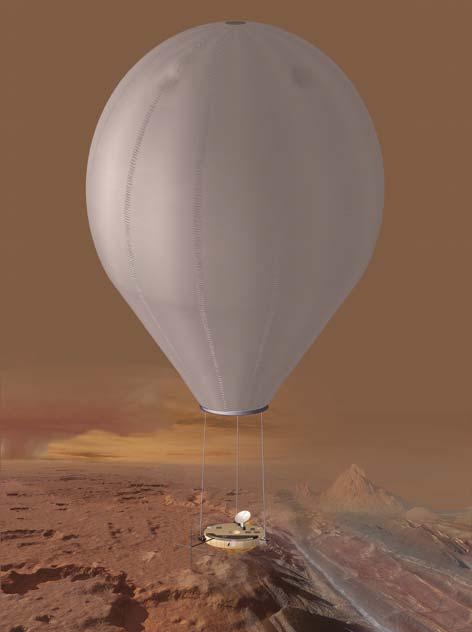
La montgolfière.
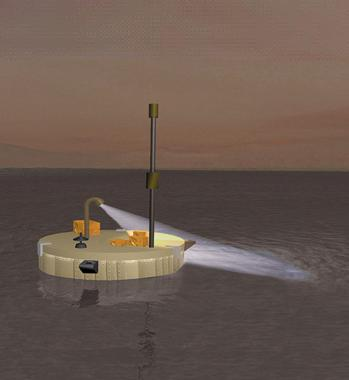
L'atterrisseur.

## Objectifs scientifiques

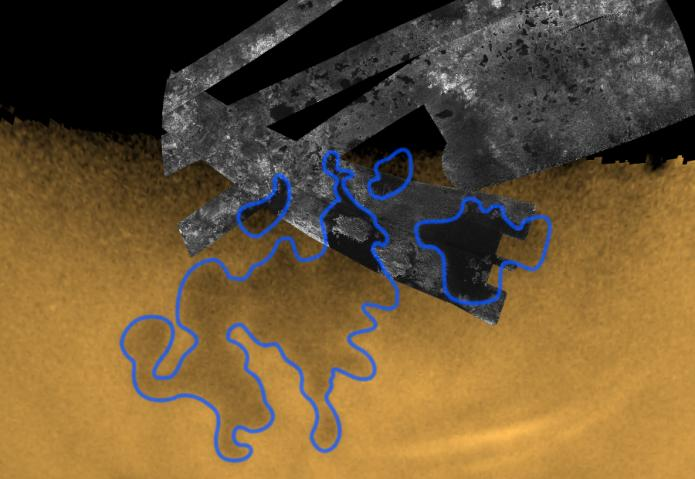
L'atterrisseur européen doit amerrir sur Kraken Mare dans l'hémisphère nord.

Les objectifs principaux se résument en quatre grands axes :
- explorer Titan dans son ensemble ;
- étudier d'éventuels composés organiques à la surface de Titan ;
- apporter des contraintes aux modèles de formation et d'évolution de Titan ;
- obtenir des informations précises sur les magnétosphères d'Encelade et de Saturne.

Concernant Titan, les objectifs sont d'identifier la composition de la surface ainsi que de détecter et de cartographier d'éventuels composés organiques, étudier le cycle du méthane, dater les structures géologiques et géomorphologiques (dunes, cratères...) observées par la mission Cassini-Huygens. Aussi, de nombreuses questions restent très largement ouvertes en ce qui concerne le cryovolcanisme ou encore des processus tectoniques. Ainsi, Titan se présente comme un satellite dont les processus atmosphériques et géologiques se montrent aussi complexes que sur Terre. Si la mission TSSM est maintenue et financée, elle doit alors contribuer fortement à une meilleure compréhension de Titan et d'Encelade.